# Coregonus pennantii
Coregonus pennantii is een straalvinnige vissensoort uit de familie van de zalmen (Salmonidae) en de onderfamilie van de houtingen. De wetenschappelijke naam van de soort is voor het eerst geldig gepubliceerd in 1848 door Achille Valenciennes. Het is een endemsische vissoort uit Wales die daar Gwyniad wordt genoemd.

## Kenmerken
De vis kan maximaal 35 cm lang worden en heeft een aantal kenmerken die hem onderscheidt van andere soorten in hetzelfde meer. De vinstralen van de anaalvin zijn vertakt en 11 tot 13 in aantal. Er zijn 8 tot 10 schubben op een denkbeeldige lijn tussen de zijlijn en de borstvin en er zijn 36 tot 41 kieuwboogaanhangsels.

## Verspreiding en leefgebied
De soort komt alleen voor in Llyn Tegid, een meer met een oppervlakte van 4,84 km² in Wales. Zoals bijna alle soorten houtingen houdt de vis zich voornamelijk op in diep, open water. Zij paaien in januari en februari in de oeverzone boven stenige waterbodems met grind.

## Status
De soort wordt daar ernstig bedreigd door slechte waterkwaliteit en onnatuurlijke waterpeilfluctuaties. Bovendien is in de jaren 1980 de pos (Gymnocephalus cernuus) in het meer terecht gekomen. Deze baarsachtige vis predeert op het viskuit en vislarven van de zalmachtige vissoorten. Er zijn pogingen om Coregonus pennantii te introduceren in een kleiner meer in de buurt (Llyn Arenig) om zo de soort veilig te stellen. De soort staat als ernstig bedreigd (kritiek) op de Rode Lijst van de IUCN.